# Пещное действо
«Пещное действо» (Чин воспоминания сожжения трёх отроков) — название древнего русского церковного чина (с элементами театрализованного представления, своего рода литургической драмы), совершавшегося в неделю Праотец (предпоследнее воскресение перед праздником Рождества Христова) или в Неделю святых отец (последнее воскресение перед праздником Рождества Христова) в XVI—XVII веках. Действо изображало историю чудесного спасения трёх отроков Анании, Азарии и Мисаила из огненной печи (Дан. 3:22-51). Это чинопоследование пришло на Русь предположительно из Византии, но на греческом языке Чин не сохранился (кроме краткой рукописи 1457 года, содержащей только нотные тексты для клиросов). Чин воспоминания совершался в Успенском соборе Московского Кремля, а также в Великом Новгороде и в других городах, где были кафедральные соборы.
Чин сохранился в книге Большой Потребник, глава 84, под названием: «Чи́нъ быва́емыи, в̾ нлⷣю ст҃ы́хъ пра́ѿц҃ъ, и҆лѝ ст҃ы́хъ ѿц҃ъ. пещна́го дѣ́йства (чи́н быва́емый в неде́лю святы́х пра́отец или́ святы́х оте́ц пещна́го де́йства)». После книжной справы Большой Потребник в отредактированном виде стал называться Большой Требник, а в него «Чин пещнаго действа» не вошёл. Большой Потребник — это книга, которую в настоящее время используют в богослужении старообрядцы; но и они «Чин пещнаго действа» после Церковной реформы патриарха Никона, долгого отсутствия у них архиерейства и гонимого положения не служат.

## Описание чинопоследования
В субботу после литургии ключарь берёт благословение у патриарха, для того чтобы убрать амвон и поставить напротив царских дверей «пещь» (по-русски печь) вместо амвона (первоначально, как предполагают, «пещью» мог служить сам амвон). Вокруг «пещи» он ставит шанданы (подсвечники) и оставляет всё до вечерней службы.
Вечером в субботу ключарь берёт благословение у патриарха начать звонить в колокола благовест к вечерне; после чего певчий дьяк выбирает из клира певцов, трое из них в Крестовой палате, изображающие отроков, надевают стихари и отроческие шапки, а другие певцы, изображающие халдеев, надевают на себя «халдейское платье» — мужское платье восточного покроя. Затем все певцы («отроки» и «халдеи») идут к патриарху, берут у него благословение; патриарх даёт им благословение и выдаёт каждому «отроку» по свече, свечи зажигают, и, сопровождая патриарха, все идут в кафедральный собор. По дороге певцы поют: «Благослове́н еси́, го́споди бо́же оте́ц на́ших, и хва́льно и просла́влено и́мя твое́ во ве́ки». Входят в церковь и «отроки» поют патриарху трижды: «и҆спола́йти деспота̀ (испола́йти деспота́)», затем кланяются патриарху и все идут к алтарю, впереди «халдеи», а затем «отроки». «Халдеи» в алтарь не входят, а «отроки» входят в алтарь. По чину служится вечерня. Во время выхода на литию впереди всех идут «халдеи», затем подъяк (иподьякон) с малым зажжённым подсвечником, после «отроки» с зажжёнными свечами, затем диаконы, протопоп и священники и затем патриарх. По окончании литии «халдеи» идут и встают около «пещи»; а все остальные: «отроки» и священники идут в алтарь. По окончании вечерни служится павечерница. После окончании павечерницы «халдеи» и «отроки» провожают патриарха до кельи, впереди идут халдеи, после них отроки с зажжёнными свечами и поют по дороге: «на́ градъ ст҃ы́и ѿц҃ъ на́шихъ і҆єрⷭ҇ли́мъ (на́ град святы́й оте́ц на́ших Иеросоли́м)». В келье патриарху поют: «и҆спола́йти деспота̀ (испола́йти деспота́)», кланяются патриарху и все расходятся по домам.
Подбор певцов на роли отроков делался особым способом. Анания — демественник (солист из хора), Азария — вершник (певец с высоким голосом), Мисаил — нижник (певец обладающий низким голосом). Начинал петь демественник, затем пели все вместе.
Утром ключарь приходит к патриарху, берет благословение. После чего певчий дъяк вместе с певчими приходят в Крестовую палату, снова одеваются в «халдеев» и «отроков», идут к патриарху, который вручает «отрокам» по свече, их зажигают и все идут в церковь, по дороге «отроки» поют: «ꙗ҆́ко же заповѣ́да на́мъ да бл҃го на́мъ бꙋ́деⷮ (я́ко же запове́да на́м, да бла́го на́м бу́дет)». Когда входят в церковь: «и҆спола́йти деспота̀ (испола́йти деспота́)», все входят в алтарь и начинается полунощница по чину. Затем служится заутреня по чину, до 7 песни канона. 7 и 8 песни канона в Псалтыри называется «Песнь отцев» (по припеву 7 песни «Благословен еси, Господи Боже отец наших»), это 26-91 стихи 3 главы «Книги пророка Даниила», молитва Азарии и песнь, которую пели три отрока в огненной печи, когда их туда отправил царь Навуходоносор II за то что они отказались поклониться идолу. «Отроки» подходят к патриарху, который их благословляет, а певчий дьяк каждому «отроку» повязывает на выю (шею) убрус (полотенце) и затем «халдеи» ведут за полотенца «отроков» через северные двери алтаря. При этом «халдеи» держат в руках пальмовые ветви, которыми угрожающе машут на «отроков». Разговоры «халдеев» между собою и с «отроками» происходили не на церковно-славянскомм, а на народном языке, в рукописи XVI века они представлены в более краткой форме. «Халдеи» подводят «отроков» к патриарху. «Отроки» поднимают руки и кланяются ему, а патриарх благословляет «отроков» и дает им по свече. «Отроки» снова кланяются патриарху и поют: «потщи́сѧ на́ помощь на́шꙋ, ꙗ҆́ко мо́жеши хотѧ́и (потщи́ся на́ помощь на́шу, я́ко мо́жеши хотя́й)». Затем певчий дьяк развязывает и снимает полотенца с «отроков» и дает их «халдеям», которые вводят их в «пещь» и закрывают дверь. Под пещью было место, которое изображало горн, один из служителей раздымлял его, а «халдеи» ходили вокруг пещи и угрожающе махали на него пальмовыми ветками. В это время протодиакон клал три поклона перед иконою, брал благословение у патриарха, вставал у аналоя и начинал петь первый стих 7 песни канона: «блгⷭ҇ве́нъ є҆сѝ г҃и бж҃е ѿц҃ъ на́шиⷯ, хва́льно и҆ просла́влено и҆́мѧ твоѐ во́ вѣки (благослове́н еси́, Го́споди, Бо́же оте́ц на́ших, хва́льно и просла́влено и́мя твое́ во́ веки)», тот же стих поют «отроки» в «пещи». Певчий дьяк забирал у «халдеев» большие свечи и давал им свечи малые («халдейские») и трубки с «плавучей травой». После чего халдеи ходят вокруг пещи и кидают «пловучую траву» на «пещь» и под неё, а также на печников и на людей в храме стоящих. Дьяки (певчие) и «отроки» поочередно в это время поют стихи из Песни отцев. Когда «отроки» поют стих: «ꙗ҆́же о҆брѣ́те о҆ пе́щи халдѣ́йстѣй (я́же обре́те о пе́щи Халде́йстей)», в это время «халдеи» палят около «пещи». После этого певчий дьяк забирает свечи и трубки с травою у «халдеев» и отдает их диаконам. Протодиакон громко возглашает: «А́нгелъ же Госпо́день сни́де…» и когда он возглашает: «сотвори́ посреди́ пе́щи я́ко ду́хъ хла́ден шумя́щь», тогда в пещь сверху спускают деревянное изображение ангела. Халдеи падают ниц, а диаконы палят их свечами. Отроки в это время поют: «А́нгелъ же Госпо́день сни́де ку́пно со Аза́ріною ча́дию въ пе́щь, и отъя́т пла́мень о́гненный от пе́щи и сотвори́ посреди́ пе́щи я́ко ду́хъ хла́ден шумя́щь». Ключарь берет благословение у патриарха и спускает окончательно ангела в «пещь». Отроки берут его за крылья и трижды с ангелом ходят по кругу в пещи и при этом поют. Халдеи в это время стоят с опущенными головами и унылым видом. Отроки поют стихи: «Тогда́ ті́и тріе́ я́ко еди́ными усты́ поя́ху и благословля́ху и сла́вляху Бо́га въ пещи́, глаго́люще: Го́спода, по́йте и превозноси́те его́ во вѣ́ки.», «благослове́нъ еси́, Го́споди, Бо́же оте́цъ на́шихъ, и препѣ́тый и превозноси́мый во вѣ́ки», «Благослови́те, вся́ дѣлá Госпо́дня, Го́спода, по́йте и превозноси́те его́ во вѣ́ки», «Благослови́те тріе́ отроцы, Ана́ние, Аза́рие, Мисаи́ле Госпо́дни, Го́спода, по́йте и превозноси́те его́ во вѣ́ки», «Хва́лим, благослови́м, покланя́емся Го́сподеви, Го́спода, по́йте и превозноси́те его́ во вѣ́ки» После этого все трое крестились и кланялись вместе ангелу.
Далее «отроки» пели: «тричи́сленыѧ ѡ҆́троки . соста́ви ст҃а́ѧ трⷪ҇ца . ѿц҃ъ бо а҆на́нїю поста́ви .  сн҃ъ же а҆за́рїю показа̀ . дх҃ъ же прест҃ы́и пресла́внаго миса́йла ꙗ҆вѝ . трїѐ сꙋ́ще в̾ пещѝ попра́ша пла́мень (тричи́сленыя о́троки соста́ви Свята́я Тро́ица, Оте́ц бо Ана́нию поста́ви, Сы́н же Аза́рию показа́, Ду́х же Пресвяты́й пресла́вного Миса́йла яви́, трие́ су́щи в пещи́ попра́ша пла́мень)» и припев: «Благослове́н еси́ Го́споди Бо́же Оте́ц на́ших, и хва́льно и просла́влено и́мя Твое́ во ве́ки» После этого ключари поднимают ангела верх. Затем старший «халдей» снимает с себя халдейскую шапку, кладёт три поклона, берёт благословение у патриарха, подходит к «пещи», открывает дверь и громко возглашает: «а҆на́нїе грѧдѝ во́нъ и҆з̾ пещѝ (Ана́ние, гряди́ во́н из пещи́)» Ведёт честно под руки и говорит: «пойдѝ цр҃е́въ снъ (пойди́, царе́в сы́н)», то же самое говорят второй и третий «халдей». Такие же действие повторяются в отношении двух других «отроков». «Халдеи» под руки подводят «отроков» к патриарху, последние кланяются ему и получают от него благословение, а затем «отроки» поют многолетие патриарху; затем оба клироса поют многолетие государю-царю. Патриарх вместе со свитою подходит к царю и поют царю многолетие, многлетие поют и бояре царю. С этого дня и до отдания праздника Рождества Христова на всех выходах патриарха к церковным службам ему предшествовали халдеи, а за ними отроки с пением.
Обряд имел не только назидательный, но и развлекательный характер, благодаря наличию ряженых. Русский зимний карнавал начинался тотчас по окончании храмового действа. Те лица, которые в этом действе играли роль халдеев и подпаливали «плаун-траву», выйдя за порог храма, зажигали на улицах святочные огни.
В 1670-е годы Симеон Полоцкий написал пьесу «О Навуходоносоре царе, о теле злате и о триех отроцех, в пещи не сожженных», которая тематически совпадает с чином Пещного действа, но в отличие от чина Пещного действа, не являлась литургическим чином, её задача — «оживить» историческое библейское событие, имеющее назидательный смысл.. Обряд постепенно вышел из употребления в XVII веке.

## Современные исполнения
В начале XX века обряд был восстановлен композитором Александром Кастальским, в основу реконструкции легло прочтение старинных «крюковых» записей музыки, и в настоящий момент он входит в репертуар некоторых современных исполнителей.
Сцена «Пещного действа» в Успенском соборе экранизирована Сергеем Эйзенштейном в кинофильме «Иван Грозный».
С 1999 года реконструкцией «Пещного действа» занимается ансамбль древнерусской духовной музыки «Сирин».
9 февраля 2017 года в рамках Пушкинского театрального фестиваля (Псков), Пещное Действо было исполнено полностью двумя московскими ансамблями: «Сирин» (рук. Андрей Котов) и «Ex Libris» (рук. Даниил Саяпин). Основой программы послужили материалы кандидатской диссертации Полины Терентьевой, расшифровавшей полный корпус песнопений Пещного Действа: Росные стихи (9 стихир) знаменного распева, Песнопения Отроков («И потщися», «Тричисленныя отроки», «Ангел Господень»), стихи седьмой и восьмой песни канона, эти песнопения изложены демественным четырехголосием. Сопутствующие песнопения всенощного бдения знаменного распева, строчного и демественного многоголосия — Прокимены, Ектении, Ирмосы канона, Бог Господь, Полиелей, Великое славословие и Многолетны — расшифрованы Даниилом Саяпиным.